# Somalski divji osel
Somalski divji osel (znanstveno ime Equus africanus somaliensis) je podvrsta afriškega divjega osla.
Najdemo ga v Somaliji, regiji južnega Rdečega morja v Eritreji in regiji Afar v Etiopiji. Noge somalijskega divjega osla so črtaste in spominjajo na noge njegovih sorodnikov, zeber.

## Trenutna razširjenost in življenjski prostor
V divjini je verjetno manj kot 1000 živali (ali celo 700) in Rdeči seznam ogroženih vrst IUCN jo je opisal kot 'kritično ogroženo'. To pomeni, da se soočajo z izjemno velikim tveganjem izumrtja v naravi.
Nekaj sto primerkov živi v Somaliji, Džibutiju, Eritreji in Etiopiji.

## Razmnoževanje
Somalske divje oslice običajno skotijo spomladi, kar je običajna značilnost kopitarjev, po enoletni brejosti. V nekaj urah se žrebe postavi na noge in sledi svoji materi. Pri približno petih dneh žrebe že grizlja travo. Ko je star dva tedna, se žrebe redno pase, vendar je za tekočino še vedno odvisno od materinega mleka. Žrebe je odstavljeno od 12 do 14 mesecev, vendar še vedno ostane blizu svoje matere, le da se igra ali hrani z drugimi žrebeti v čredi.

## Vedenje
Zaradi omejenih virov, ki jih najdemo v njihovem habitatu, somalski divji osli živijo v družbi fisije in fuzije. Večina odraslih živi samih, včasih pa tvorijo majhne črede, sestavljene iz samic in njihovih mladičev. Na območjih, kjer imajo več virov ali imajo več dežja, se včasih združijo in tvorijo večje začasne črede. Žrebci lahko vzdržujejo ozemlja, velika do devet kvadratnih milj. Pogosto puščajo kupe gnoja kot oznake, ki jih spominjajo na meje njihovega ozemlja. Medtem ko so samice dobrodošle na njihovih ozemljih, se žrebci pogosto borijo z drugimi samci, ki se poskušajo pariti s samicami na njihovih ozemljih. Vendar pa so opazili, da so žrebci dovoljevali samcem na svoje ozemlje za pašo, če le ti ne kažejo zanimanja za njegov harem.

## Ujetništvo

### Svetovna populacija
Od leta 2011 je bilo okoli 200 osebkov v ujetništvu po vsem svetu, ko so živeli v 34 živalskih vrtovih, kot tudi tri živali (od leta 2009) v naravnem rezervatu Yotvata Hai-Bar v Izraelu, severno od Eilata.  Mednarodno rodovniško knjigo vodi Tierpark Berlin.

### Živalski vrt Basel
Vodilni živalski vrt za vzrejo somalskega divjega osla je Zoo Basel v Švici. Njegov rejni program vodi evropsko rodovniško knjigo za somalskega divjega osla in usklajuje Evropski program za ogrožene vrste (EEP) – kot tudi svetovni odbor za vrste somalskega divjega osla od leta 2004.
V živalskem vrtu Basel so somalijske divje osle začeli gojiti leta 1970 in prvič skotili leta 1972. Od takrat se je skotilo 11 žrebcev in 24 samic (od leta 2009), ki so preživele otroštvo. Danes so vsi somalski divji osli v ujetništvu povezani s prvotno skupino v živalskem vrtu Basel.
Od 18. januarja 2012 so v Baslu štirje somalski divji osli: žrebec "Gigolo" in tri samice (med njimi "Yogala"-14).

### Francija
Od leta 1987 je v Réserve Africaine de Sigean na jugu Francije veliko somalskih divjih oslov, ki so se skotili redno, vključno z dvema 30. junija 2010 in 29. marca 2013.

### Združene države
Samo pet ustanov vzreja somalijske divje osle v Združenih državah: Dallas Zoo, Saint Louis Zoo, [16] San Diego Zoo Safari Park, Zoo Miami in White Oak Conservation v Yuleeju na Floridi. White Oak je leta 2008 dobil čredo kot del mednarodnega prizadevanja za rešitev somalskega divjega osla pred izumrtjem. Od takrat je čreda proizvedla 18 žrebet, vključno z nekaj rojenimi spomladi 2013. Živalski vrt v Dallasu je pravkar dobil dva somalska žrebeta, obe samički, eno skoteno 9. julija in drugo 19. julija 2017. V živalskem vrtu Saint Louis se je nazadnje skotilo 30. julija 2019.
Safari park živalskega vrta v San Diegu je dom enajstim somalskim divjim oslom, največji populaciji somalskih divjih oslov v Severni Ameriki. Park je prejel svojo prvo čredo iz baselskega živalskega vrta leta 1981. Njihovo prvo žrebe se je skotilo leta 1986. Od takrat se je skotilo 49 žrebet, zadnja je bila samica, rojena 17. marca 2018. San Diego Zoo Global prav tako dela na pomagajte rešiti to ogroženo vrsto v naravi.

## Ohranjanje
Projekt ohranjanja (ki ga v glavnem podpira Zoo Basel) v Eritreji je (pred letom 2014) preštel 47 somalijskih divjih oslov, ki živijo v gorah med polotokom Buri in depresijo Dalol, ki je znotraj večje Danakilske depresije, blizu meje Eritreje z Etiopijo.
Kot je navedeno zgoraj, obstaja zaščitena populacija somalskega divjega osla v naravnem rezervatu Jotvata Hai-Bar. Ta izraelski rezervat je bil ustanovljen leta 1968 z namenom okrepiti populacije ogroženih puščavskih vrst.